# Klima Tropiko
Klima Tropiko är den cypriotiska artisten Anna Vissis album som kom ut år 1996.

## Låtlista
1. Trellenome
2. Ke Ti Egine
3. Paralio
4. Parte Ta Ola
5. O, Ti Mou Zitiseis
6. Horevo
7. S'agapo M'agapas
8. Ekatommiria
9. Sentonia
10. Agoni Grammi
11. Dihasmeno Kormi
12. Eleni (Bonuslåt)